# Pimpinella flava
Pimpinella flava är en flockblommig växtart som beskrevs av Carl Anton von Meyer. Pimpinella flava ingår i släktet bockrötter, och familjen flockblommiga växter. Inga underarter finns listade i Catalogue of Life.